# 以色列公共廣播公司
以色列公共廣播公司（简称/Kan；英語：Israeli Public Broadcasting Corporation，簡稱IPBC）是以色列的法定公共電視公司，以《公共廣播法》為基礎成立於2014年，成立的目的是取代以色列廣播局（IBA）。它於2017年5月15日開播。

## 频道及频率

### 电视频道
- Kan 11：希伯来语新闻综合频道，取代原IBA第1频道。
- Makan 33：阿拉伯语新闻综合频道，取代原IBA33频道。
- Kan Hinuchit：教育频道，取代原先的以色列教育电视。

### 广播频率
- Kan Tarbut：以文化及谈话节目为主，会同步播出Kan Reshet Bet的新闻。
- Kan Reshet Bet：新闻时事频率。
- Kan Gimel：音乐广播，整点播出新闻。
- MaKan：阿拉伯语广播。
- Kan Farsi：波斯语广播，每周日至周四提供一节时长5分钟的英语新闻。
- Kan REKA：外语频率，对在以色列的外国人广播。
- Kan 88：以爵士乐、蓝调、金属音乐为主，同时播出交通信息。
- Kan Kol Ha Musica：古典音乐频率，整点播出新闻。
- Kan Moreshet：犹太教广播
- Kan Nostalgia：网络音乐广播
- Kan Yam Tichon：网络音乐广播